# Даскилеон
Даскилеон је древни град у Малој Азији, на подручју древне Битиније, сада у провинцији Баликесир, Турска.

## Историја и археологија
Остаци града Даскилеона налазе се у близини језера Маниас, 30 километара од града Бандирма. Основано га је краљ Лидије Даскил, око 700. п. н. е. . Након персијског освајања у 4. веку п. н. е. Даскилеон, у време краља Ксеркса, постаје седиште сатрапа. Град је имао велики стратешки значај, јер је омогућио контролу Дарданела. Био је у саставу Персијског царстав све до 330. п. н. е.
Рушевине Даскилеона открили су 1952. године археолози Курт Бетел и Екрем Акургал. Акургал је овде вршио ископавања 1954-1960. Од 1988. године турски археолог Томриз Бакир обавља истражне радове у Даскилеону. Налази откривени у граду могу се видети у музеју града Бандирма. Године 2005. археолози у Даскилеону открили су палату персијског сатрапа Артабазда, саграђену 447. п. н. е. У близини је био и Зороастријски храм, најзападнија од свих још познатих античких грађевина овог култа. Палата сатпара, како је утврђено, подигнута је користећи делове зидова и рељефе ранијих грађевина.